# Episodi de I Griffin (sesta stagione)
La sesta stagione della serie televisiva I Griffin è andata in onda originariamente negli USA dal 23 settembre 2007 al 4 maggio 2008 su Fox.
In Italia, la sesta stagione è stata trasmessa in prima visione assoluta dal 7 gennaio 2008 al 6 maggio 2010, tra la fascia pomeridiana (14:05) e quella notturna (01:00), su Italia 1.
Eccezionalmente, il primo episodio Blue Harvest è stato trasmesso in anteprima il 7 gennaio 2008, alle ore 23:50, sempre su Italia 1.
Gli episodi Stewie uccide Lois e Lois uccide Stewie sono stati mandati in onda nella fascia V.M. il 6 maggio 2010 alle ore 01:00.
L'episodio Lois uccide Stewie è un crossover con la serie American Dad!.
L'episodio Andiamo a vivere insieme è il 100º della serie.
| N° | Codice di produzione | Titolo italiano                          | Titolo originale                        | Prima TV USA      | Prima TV Italia  |
| -- | -------------------- | ---------------------------------------- | --------------------------------------- | ----------------- | ---------------- |
| 1  | 5ACX16/5ACX22        | Blue Harvest                             | Blue Harvest                            | 23 settembre 2007 | 7 gennaio 2008   |
| 2  | 5ACX14               | Andiamo a vivere insieme                 | Movin' Out (Brian's Song)               | 30 settembre 2007 | 26 febbraio 2010 |
| 3  | 5ACX15               | Ci crediate o no, Joe è al settimo cielo | Believe It Or Not, Joe's Walking On Air | 7 ottobre 2007    | 1º marzo 2010    |
| 4  | 5ACX17               | Stewie uccide Lois                       | Stewie Kills Lois - Part I              | 4 novembre 2007   | 6 maggio 2010    |
| 5  | 5ACX18               | Lois uccide Stewie                       | Lois Kills Stewie - Part II             | 11 novembre 2007  | 6 maggio 2010    |
| 6  | 5ACX20               | Padre di famiglia                        | Padre De Familia                        | 18 novembre 2007  | 3 marzo 2010     |
| 7  | 5ACX21               | La figlia di Peter                       | Peter's Daughter                        | 25 novembre 2007  | 4 marzo 2010     |
| 8  | 5ACX19               | Il fascino dei baffi                     | McStroke                                | 13 gennaio 2008   | 2 marzo 2010     |
| 9  | 6ACX02               | Furto d'identità                         | Back To The Woods                       | 17 febbraio 2008  | 5 marzo 2010     |
| 10 | 6ACX01               | Provaci ancora, Brian                    | Play It Again, Brian                    | 2 marzo 2008      | 8 marzo 2010     |
| 11 | 6ACX04               | La vita precedente di Brian              | The Former Life Of Brian                | 27 aprile 2008    | 9 marzo 2010     |
| 12 | 6ACX06               | Peter all'arrembaggio                    | Long John Peter                         | 4 maggio 2008     | 10 marzo 2010    |

## Blue Harvest
- Sceneggiatura: Alec Sulkin
- Regia: Dominic Polcino
- Messa in onda originale: 23 settembre 2007
- Messa in onda italiana: 7 gennaio 2008

Peter racconta la storia di Star Wars in questo episodio da un'ora de "I Griffin". Quando la Principessa Leila viene catturata dal malvagio Dart Fener, i droidi D-3BO e C1-P8 fuggono sul pianeta Tatooine per cercare aiuto dall'Alleanza Ribelle. Successivamente incontrano Luke Skywalker, Ian Solo, Chewbecca e Obi-Wan Kenobi, con cui si infiltrano nella Morte Nera per liberare la principessa; una volta compiuta la missione, si uniscono ai ribelli nella lotta contro l'Impero Galattico.

## Andiamo a vivere insieme
- Sceneggiatura: John Viener
- Regia: Cyndi Tang
- Messa in onda originale: 30 settembre 2007
- Messa in onda italiana: 26 febbraio 2010
- Particolarità episodio: Nell'episodio non censurato compare un easter egg in cui Marge Simpson e Quagmire fanno sesso a casa dei Simpson e vengono scoperti da tutti gli altri membri della famiglia Simpson. Successivamente l'easter egg in questione viene censurato e eliminato dalla versione di Disney+.

Peter convince Brian a sposare la sua ragazza, Jillian. Stewie li aiuta con il trasloco e segue Brian, ma è lì che lo scopo principale delľ episodio inzia. Intanto Meg e Chris trovano lavoro in un negozio dove Chris diventa amico del capo, Carl, e i due lasciano a Meg tutto il lavoro. Carl presto la licenzia e promuove Chris come suo socio.

## Ci crediate o no, Joe è al settimo cielo
- Sceneggiatura: Andrew Goldberg
- Regia: Julius Wu
- Messa in onda originale: 7 ottobre 2007
- Messa in onda italiana: 1º marzo 2010

Stanco di vivere sulla sua sedia a rotelle, Joe decide di farsi un trapianto di gambe per avere l'abilità di camminare di nuovo. Ma all'improvviso comincia a cambiare da quando cammina di nuovo: lascia Peter, Cleveland e Quagmire trovandosi delle persone più atletiche e lascia anche Bonnie. Peter, Cleveland e Quagmire si vendicano e cercano di spezzare le gambe di Joe, ma vengono massacrati da lui stesso. Alla fine i quattro ritornano amici dopo che Bonnie, infuriata, ha sparato alle gambe di Joe, paralizzandolo di nuovo.

## Stewie uccide Lois
- Sceneggiatura: David A. Goodman
- Regia: John Holmquist
- Messa in onda originale: 4 novembre 2007
- Messa in onda italiana: 6 maggio 2010

Lois e Peter partono da soli per una crociera. Geloso del fatto che la madre non l'abbia portato con sé, Stewie inizia a programmare la sua vendetta diabolica. Brian è scettico, e gli dice che non arriverà mai fino in fondo; così Stewie sale a bordo della nave e uccide Lois, mitragliandola e facendola cadere in acqua. Un anno dopo, Brian capisce cosa ha fatto Stewie e va alla ricerca di prove. Stewie si libera di tutto ciò che lo lega al crimine, oggetti che vengono però ritrovati dai sospettosi amici di Peter e questo li porta a pensare che il loro migliore amico abbia ucciso sua moglie. Peter viene così arrestato e mentre è in tribunale, poco prima della sua condanna, Lois ritorna in scena, accusando Stewie di essere un omicida.

## Lois uccide Stewie
- Sceneggiatura: Steve Callaghan
- Regia: Greg Colton
- Messa in onda originale: 11 novembre 2007
- Messa in onda italiana: 6 maggio 2010

Tornata dalla sua presunta morte, Lois rivela che il tentato omicidio a suoi danni è stato progettato da Stewie. Scappando dalla polizia per aver cercato di uccidere la madre, Stewie tiene la famiglia in ostaggio e inizia a trasformare in fatti il suo piano di conquista del mondo. Stewie ricatta la CIA per nominarsi "Presidente del Mondo", permettendo di poter diventare sovrano supremo. Nel disperato tentativo di mettere fine al regno di terrore di Stewie, Lois decide di ucciderlo. Dopo un'accesa battaglia, comunque, Lois capisce di non poter uccidere suo figlio. Stewie cerca così di uccidere la madre, ma finisce per essere ucciso da Peter. Alla fine, tutto l'episodio e quello precedente si rivelano essere parte di una simulazione programmata da Stewie, per scoprire cosa succederebbe se riuscisse a uccidere Lois.
NOTA: Nella versione italiana, Brian dice che Stewie ha illegalizzato visione dei film della Disney, ma in realtà nella versione originale viene detto che Stewie ha illegalizzato solo i film e sequel direct-to-video della Disney.

## Padre di famiglia
- Sceneggiatura: Kirker Butler
- Regia: Pete Michels
- Messa in onda originale: 18 novembre 2007
- Messa in onda italiana: 2 marzo 2010

Peter diventa tanto orgoglioso di essere cittadino americano da iniziare una campagna anti-immigrazione in città, finché non scopre che lui stesso è un immigrato clandestino nato in Messico. Non essendo in grado di provare o ottenere la cittadinanza, perde il suo lavoro e trova un impiego nella tenuta di Carter Pewterschmidt, suo suocero, dove viene trattato come uno schiavo.

## La figlia di Peter
- Sceneggiatura: Chris Sheridan
- Regia: Zac Moncrief
- Messa in onda originale: 25 novembre 2007
- Messa in onda italiana: 3 marzo 2010

Dopo essersi risvegliata da un coma, Meg scopre di essere innamorata di uno studente di medicina, da cui era curata in ospedale. Peter comunque è divenuto molto protettivo nei suoi confronti nel periodo in cui stava male, e si sente molto a disagio col suo nuovo fidanzato. Intanto, Brian e Stewie comprano una casa abbandonata e progettano di rinnovarla solo per poter farla saltare in aria.

## Il fascino dei baffi
- Sceneggiatura: Wellesley Wild
- Regia: Brian Iles
- Messa in onda originale: 13 gennaio 2008
- Messa in onda italiana: 4 marzo 2010

Peter si fa crescere i baffi, e un giorno salva il proprietario di un fast food dalle fiamme di esso incenerendosi però i baffi. Peter accetta l'offerta del proprietario di poter avere gratis quanti panini vuole come ricompensa per averlo salvato. Però mentre si abbuffa di panini viene colpito da un ictus. Un giorno va in un centro di cellule staminali e cinque minuti dopo è guarito (dopo aver chiesto a una guardia quanto tempo fosse passato esclama "E perché non finanziamo la ricerca" in riferimento al fatto che ai tempi il governo non volesse finanziare la ricerca). Dopo essere guarito decide di distruggere la McBurgertown andando con Brian nella sede principale dell'azienda e di nascosto entrano nel mattatoio dove trovano una mucca parlante con la quale scappano e riescono a mandare in rovina l'azienda. Peter fa promettere alla mucca un alloggio a casa sua smentita da Lois. Intanto Stewie su scommessa di Brian si traveste da liceale e s'innamora di Connie D'Amico e decide di farci sesso ma si rivela impossibile per le sue dimensioni. Proprio per questo il giorno dopo viene deriso ma si vendica spogliandosi (rivelando la sua vera identità) e baciando Connie facendola arrestare poiché ha baciato un bambino nudo.

## Furto d'identità
- Sceneggiatura: Tom Devanney
- Regia: Brian Iles
- Messa in onda originale: 17 febbraio 2008
- Messa in onda italiana: 5 marzo 2010

Mentre è ad un concerto di Barry Manilow con i suoi amici, Peter perde il portafogli. Alla fine scopre che gli è stato rubato da James Woods, ritornato a Quahog in cerca di vendetta verso di lui rubandogli l'identità e la casa. Per far ritornare tutto alla normalità, Peter decide di rubare l'identità di James Woods, e si reca al David Letterman Show per rovinare la carriera del suo ex-amico.

## Provaci ancora, Brian
- Sceneggiatura: Danny Smith
- Regia: John Holmquist
- Messa in onda originale: 2 marzo 2008
- Messa in onda italiana: 8 marzo 2010

Sentendo che il loro matrimonio sta andando in crisi, Peter e Lois accettano l'offerta di Brian di seguirlo per una vacanza all'insegna del relax a Martha's Vineyard. Invece Peter finisce per ubriacarsi, mentre Brian perde il suo auto-controllo e rivela a Lois il suo amore per lei. Peter e Brian devono ora verificare la loro amicizia ai danni della donna dei loro sogni.
In questo episodio, viene fatto un riferimento alla serie televisiva: "Tre cuori in affitto".

## La vita precedente di Brian
- Sceneggiatura: Steve Callaghan
- Regia: Pete Michels
- Messa in onda originale: 27 aprile 2008
- Messa in onda italiana: 9 marzo 2010

Brian scopre di essere il padre illegittimo di Dylan, figlio indisciplinato di una sua vecchia fiamma lasciato a casa Griffin così che Brian possa farlo rigare dritto. Lui riesce a far virare la vita di Dylan nella giusta direzione, anche se Brian stesso un po' si blocca come genitore, con gran preoccupazione di Peter e Lois. Dylan decide poi di voler aiutare sua madre proprio come Brian ha fatto con lui.

## Peter all'arrembaggio
- Sceneggiatura: Wellesley Wild
- Regia: Dominic Polcino
- Messa in onda originale: 4 maggio 2008
- Messa in onda italiana: 10 marzo 2010

Peter ruba un pappagallo dal veterinario e si autoconvince di essere un pirata. Diventa così il "flagello" del quartiere, terrorizzando ogni angolo di Quahog finché non uccide accidentalmente il suo amato uccello. Intanto Chris si innamora dell'assistente del veterinario, Anna, e chiede consigli a suo padre.